# Liste des chapelles de Vaucluse
La liste des chapelles de Vaucluse présente les chapelles de culte catholique situées sur le territoire des communes du département français de Vaucluse. Il est fait état des diverses protections dont elles peuvent bénéficier, et notamment les inscriptions et classements au titre des monuments historiques.
Toutes sont situées dans l'archidiocèse d'Avignon.

## Liste
| Chapelle                                                                           | Commune                    | Adresse                                    | Coordonnées                        | Notice                             | Protection                         | Date                               | Illustration                                                                       |
| ---------------------------------------------------------------------------------- | -------------------------- | ------------------------------------------ | ---------------------------------- | ---------------------------------- | ---------------------------------- | ---------------------------------- | ---------------------------------------------------------------------------------- |
| Chapelle Saint-Pierre d'Ansouis                                                    | Ansouis                    |                                            | 43° 44′ 27″ nord, 5° 27′ 54″ est   | « IA84000218 »                     | chapelle à l'inventaire            |                                    | Image manquante Téléverser                                                         |
| Chapelle Notre-Dame-de-Clairmont d'Apt                                             | Apt                        |                                            | 43° 51′ 01″ nord, 5° 21′ 54″ est   | « PA00081801 »                     | Inscrit MH                         |                                    | Chapelle Notre-Dame-de-Clairmont d'Apt                                             |
| Chapelle Sainte-Catherine d'Apt                                                    | Apt                        |                                            | 43° 52′ 30″ nord, 5° 23′ 48″ est   | « PA00081802 »                     | Classé MH                          |                                    | Chapelle Sainte-Catherine d'Apt                                                    |
| Chapelle Saint-Michel d'Apt                                                        | Apt                        |                                            | 43° 52′ 51″ nord, 5° 23′ 41″ est   | « PA00081803 »                     | Classé MH                          |                                    | Chapelle Saint-Michel d'Apt                                                        |
| Chapelle des Récollets d'Apt                                                       | Apt                        |                                            | 43° 52′ 30″ nord, 5° 23′ 52″ est   | « PA84000070 »                     | Inscrit MH                         |                                    | Chapelle des Récollets d'Apt                                                       |
| Chapelle de la Santonne d'Apt                                                      | Apt                        |                                            | 43° 51′ 23″ nord, 5° 22′ 45″ est   |                                    |                                    |                                    | Chapelle de la Santonne d'Apt                                                      |
| Chapelle Notre-Dame-de-la-Garde d'Apt                                              | Apt                        |                                            | 43° 52′ 43″ nord, 5° 23′ 58″ est   |                                    |                                    |                                    | Chapelle Notre-Dame-de-la-Garde d'Apt                                              |
| Chapelle Saint-Martian d'Apt                                                       | Apt                        |                                            | 43° 52′ 02″ nord, 5° 23′ 11″ est   |                                    |                                    |                                    | Chapelle Saint-Martian d'Apt                                                       |
| Chapelle Saint-Martin d'Apt                                                        | Apt                        |                                            | 43° 52′ 51″ nord, 5° 23′ 40″ est   | « PA00081803 »                     | Classé MH                          |                                    | Image manquante Téléverser                                                         |
| Chapelle Saint-Sixte d'Aubignan                                                    | Aubignan                   |                                            | 44° 06′ 10″ nord, 5° 02′ 44″ est   | « PA00081809 »                     | Inscrit MH                         |                                    | Chapelle Saint-Sixte d'Aubignan                                                    |
| Chapelle du Saint-Esprit des Crottes                                               | Aurel                      |                                            | 44° 08′ 02″ nord, 5° 25′ 00″ est   |                                    |                                    |                                    | Chapelle du Saint-Esprit des Crottes                                               |
| Chapelle du Ventouret                                                              | Aurel                      |                                            | 44° 08′ 07″ nord, 5° 22′ 28″ est   |                                    |                                    |                                    | Chapelle du Ventouret                                                              |
|                                                                                    | Avignon                    | Voir liste des chapelles d'Avignon         | Voir liste des chapelles d'Avignon | Voir liste des chapelles d'Avignon | Voir liste des chapelles d'Avignon | Voir liste des chapelles d'Avignon | Voir liste des chapelles d'Avignon                                                 |
| Chapelle Notre-Dame d'Aubune                                                       | Beaumes-de-Venise          |                                            | 44° 07′ 24″ nord, 5° 00′ 44″ est   | « PA00081961 »                     | Classé MH                          |                                    | Chapelle Notre-Dame d'Aubune                                                       |
| Chapelle Saint-Hilaire de Beaumes-de-Venise                                        | Beaumes-de-Venise          |                                            | 44° 07′ 34″ nord, 5° 01′ 05″ est   |                                    |                                    |                                    | Chapelle Saint-Hilaire de Beaumes-de-Venise                                        |
| Chapelle Notre-Dame de Montmirail                                                  | Beaumes-de-Venise          |                                            | 44° 08′ 12″ nord, 5° 00′ 20″ est   |                                    |                                    |                                    | Image manquante Téléverser                                                         |
| Chapelle Sainte-Anne de Beaumes-de-Venise                                          | Beaumes-de-Venise          |                                            | 44° 07′ 19″ nord, 5° 01′ 54″ est   |                                    |                                    |                                    | Chapelle Sainte-Anne de Beaumes-de-Venise                                          |
| Chapelle Saint-Nazaire de Beaumes-de-Venise                                        | Beaumes-de-Venise          | cimetière                                  | 44° 07′ 16″ nord, 5° 01′ 36″ est   |                                    |                                    |                                    | Chapelle Saint-Nazaire de Beaumes-de-Venise                                        |
| Chapelle Saint-Roch de Beaumes-de-Venise                                           | Beaumes-de-Venise          |                                            | 44° 07′ 12″ nord, 5° 01′ 50″ est   |                                    |                                    |                                    | Chapelle Saint-Roch de Beaumes-de-Venise                                           |
| Chapelle Saint-Sébastien de Beaumes-de-Venise                                      | Beaumes-de-Venise          |                                            | 44° 07′ 12″ nord, 5° 01′ 17″ est   |                                    |                                    |                                    | Chapelle Saint-Sébastien de Beaumes-de-Venise                                      |
| Chapelle Notre-Dame de Beauvoir de Beaumont-de-Pertuis                             | Beaumont-de-Pertuis        |                                            | 43° 44′ 08″ nord, 5° 41′ 31″ est   | « PA84000064 »                     | Classé MH                          |                                    | Chapelle Notre-Dame de Beauvoir de Beaumont-de-Pertuis                             |
| Chapelle Sainte-Croix de Beaumont-de-Pertuis                                       | Beaumont-de-Pertuis        |                                            | 43° 43′ 56″ nord, 5° 41′ 06″ est   | « IA84000067 »                     | chapelle à l'inventaire            |                                    | Image manquante Téléverser                                                         |
| Chapelle Saint-Eucher de Beaumont-de-Pertuis                                       | Beaumont-de-Pertuis        |                                            | 43° 41′ 51″ nord, 5° 43′ 07″ est   | « IA84000069 »                     | chapelle à l'inventaire            |                                    | Image manquante Téléverser                                                         |
| Chapelle du Saint-Sépulcre de Beaumont-du-Ventoux                                  | Beaumont-du-Ventoux        |                                            | 44° 11′ 25″ nord, 5° 10′ 43″ est   | « PA00081963 »                     | Classé MH                          |                                    | Chapelle du Saint-Sépulcre de Beaumont-du-Ventoux                                  |
| Chapelle Sainte-Marguerite de Beaumont-du-Ventoux                                  | Beaumont-du-Ventoux        |                                            | 44° 11′ 01″ nord, 5° 09′ 59″ est   |                                    |                                    |                                    | Chapelle Sainte-Marguerite de Beaumont-du-Ventoux                                  |
| Chapelle Sainte-Sidoine de Beaumont-du-Ventoux                                     | Beaumont-du-Ventoux        |                                            | 44° 10′ 32″ nord, 5° 12′ 05″ est   |                                    |                                    |                                    | Image manquante Téléverser                                                         |
| Chapelle Saint-Roch de Beaumont-du-Ventoux                                         | Beaumont-du-Ventoux        |                                            | 44° 11′ 28″ nord, 5° 09′ 32″ est   |                                    |                                    |                                    | Chapelle Saint-Roch de Beaumont-du-Ventoux                                         |
| Chapelle de la Madeleine de Bédoin                                                 | Bédoin                     |                                            | 44° 08′ 29″ nord, 5° 09′ 23″ est   | « PA00081965 »                     | Classé MH                          | 1947                               | Chapelle de la Madeleine de Bédoin                                                 |
| Chapelle Notre-Dame de Becaras                                                     | Bédoin                     |                                            | 44° 07′ 20″ nord, 5° 11′ 03″ est   |                                    |                                    |                                    | Chapelle Notre-Dame de Becaras                                                     |
| Chapelle Notre-Dame du Moustier                                                    | Bédoin                     |                                            | 44° 07′ 24″ nord, 5° 11′ 24″ est   |                                    |                                    |                                    | Chapelle Notre-Dame du Moustier                                                    |
| Chapelle Sainte-Croix de Bédoin                                                    | Bédoin                     |                                            | 44° 10′ 23″ nord, 5° 16′ 32″ est   |                                    |                                    |                                    | Chapelle Sainte-Croix de Bédoin                                                    |
| Chapelle Notre Dame de Nazareth de Bédoin                                          | Bédoin                     |                                            | 44° 07′ 24″ nord, 5° 10′ 55″ est   |                                    |                                    |                                    | Chapelle Notre Dame de Nazareth de Bédoin                                          |
| Chapelle Notre-Dame-des-Anges de Blauvac                                           | Blauvac                    |                                            | 44° 02′ 32″ nord, 5° 11′ 01″ est   |                                    |                                    |                                    | Image manquante Téléverser                                                         |
| Chapelle Notre-Dame-des-Neiges de Blauvac                                          | Blauvac                    |                                            | 44° 01′ 53″ nord, 5° 12′ 43″ est   |                                    |                                    |                                    | Chapelle Notre-Dame-des-Neiges de Blauvac                                          |
| Chapelle Saint-Blaise de Bollène                                                   | Bollène                    |                                            | 44° 16′ 31″ nord, 4° 47′ 13″ est   | « PA00081979 »                     | Classé MH                          |                                    | Chapelle Saint-Blaise de Bollène                                                   |
| Chapelle Notre-Dame-du-Pont de Bollène                                             | Bollène                    |                                            | 44° 16′ 58″ nord, 4° 44′ 48″ est   | « PA00081967 »                     | Inscrit MH                         |                                    | Chapelle Notre-Dame-du-Pont de Bollène                                             |
| Chapelle Saint-Ariès de Bollène                                                    | Bollène                    |                                            | 44° 15′ 33″ nord, 4° 45′ 06″ est   | « PA00081969 »                     | Inscrit MH                         |                                    | Chapelle Saint-Ariès de Bollène                                                    |
| Chapelle des Récollets de Bollène                                                  | Bollène                    |                                            | 44° 16′ 49″ nord, 4° 44′ 52″ est   | « PA00081968 »                     | Inscrit MH                         |                                    | Chapelle des Récollets de Bollène                                                  |
| Chapelle du couvent des ursulines de Bollène                                       | Bollène                    |                                            | 44° 16′ 54″ nord, 4° 44′ 52″ est   | « PA00081970 »                     | Classé MH                          |                                    | Chapelle du couvent des ursulines de Bollène                                       |
| Chapelle Notre-Dame-d'Espérance de Barry                                           | Bollène                    |                                            | 44° 19′ 02″ nord, 4° 45′ 28″ est   |                                    |                                    |                                    | Image manquante Téléverser                                                         |
| Chapelle des Trois-Croix dite aussi Notre-Dame-du-Mont-Calvaire du Puy             | Bollène                    |                                            | 44° 16′ 39″ nord, 4° 44′ 49″ est   |                                    |                                    |                                    | Chapelle des Trois-Croix dite aussi Notre-Dame-du-Mont-Calvaire du Puy             |
| Chapelle Saint-Ferréol de Bollène                                                  | Bollène                    |                                            | 44° 18′ 31″ nord, 4° 46′ 42″ est   |                                    |                                    |                                    | Image manquante Téléverser                                                         |
| Chapelle Louise-Bourgeois de Bonnieux                                              | Bonnieux                   |                                            | 43° 49′ 24″ nord, 5° 18′ 22″ est   |                                    |                                    |                                    | Image manquante Téléverser                                                         |
| Chapelle Saint Jean Baptiste de Brantes                                            | Brantes                    |                                            | 44° 11′ 28″ nord, 5° 20′ 00″ est   |                                    |                                    |                                    | Chapelle Saint Jean Baptiste de Brantes                                            |
| Chapelle des pénitents blancs de Brantes                                           | Brantes                    |                                            | 44° 11′ 35″ nord, 5° 20′ 00″ est   |                                    |                                    |                                    | Chapelle des pénitents blancs de Brantes                                           |
| Chapelle Saint-Roch de Brantes                                                     | Brantes                    |                                            | 44° 11′ 18″ nord, 5° 20′ 16″ est   |                                    |                                    |                                    | Image manquante Téléverser                                                         |
| Chapelle Notre-Dame-d'Argelier de Buisson                                          | Buisson                    |                                            | 44° 16′ 54″ nord, 5° 00′ 36″ est   |                                    |                                    |                                    | Chapelle Notre-Dame-d'Argelier de Buisson                                          |
| Chapelle Saint-Pierre de Buisson                                                   | Buisson                    |                                            | 44° 16′ 42″ nord, 4° 59′ 55″ est   |                                    |                                    |                                    | Image manquante Téléverser                                                         |
| Chapelle Notre-Dame-des-Belles-Fleurs de Cabrières-d'Aigues                        | Cabrières-d'Aigues         |                                            | 43° 47′ 06″ nord, 5° 29′ 57″ est   | « IA84000075 »                     |                                    |                                    | Chapelle Notre-Dame-des-Belles-Fleurs de Cabrières-d'Aigues                        |
| Chapelle Saint-Eusèbe de Cabrières-d'Avignon                                       | Cabrières-d'Aigues         |                                            | 43° 52′ 58″ nord, 5° 08′ 27″ est   | « IA84000075 »                     |                                    |                                    | Image manquante Téléverser                                                         |
| Chapelle Saint-Eusèbe de Cabrières-d'Avignon                                       | Cabrières-d'Avignon        |                                            | 43° 52′ 58″ nord, 5° 08′ 27″ est   |                                    |                                    |                                    | Image manquante Téléverser                                                         |
| Chapelle Notre-Dame-des-Anges de Cadenet                                           | Cadenet                    |                                            | 43° 43′ 34″ nord, 5° 23′ 12″ est   | « IA00057749 »                     |                                    |                                    | Image manquante Téléverser                                                         |
| Chapelle des pénitents de Cadenet                                                  | Cadenet                    |                                            | 43° 43′ 39″ nord, 5° 22′ 32″ est   | « IA00057703 »                     |                                    |                                    | Image manquante Téléverser                                                         |
| Chapelle Sainte-Anne de Cadenet                                                    | Cadenet                    |                                            | 43° 44′ 04″ nord, 5° 22′ 25″ est   | « IA00057704 »                     |                                    |                                    | Image manquante Téléverser                                                         |
| Chapelle Saint-Césaire de Cadenet                                                  | Cadenet                    |                                            | à géolocaliser                     | « IA00057706 »                     |                                    |                                    | Image manquante Téléverser                                                         |
| Chapelle Sainte-Catherine de Cadenet                                               | Cadenet                    |                                            | 43° 44′ 12″ nord, 5° 22′ 16″ est   | « IA00057705 »                     |                                    |                                    | Image manquante Téléverser                                                         |
| Chapelle Saint-Martin de Caderousse                                                | Caderousse                 |                                            | 44° 06′ 27″ nord, 4° 45′ 19″ est   | « PA00081989 »                     | Inscrit MH                         | 1932                               | Chapelle Saint-Martin de Caderousse                                                |
| Chapelle Notre-Dame-des-Excès de Cairanne                                          | Cairanne                   |                                            | 44° 13′ 57″ nord, 4° 55′ 57″ est   |                                    |                                    |                                    | Chapelle Notre-Dame-des-Excès de Cairanne                                          |
| Chapelle Notre-Dame-des-Vignes de Cairanne                                         | Cairanne                   |                                            | 44° 13′ 50″ nord, 4° 55′ 47″ est   |                                    |                                    |                                    | Chapelle Notre-Dame-des-Vignes de Cairanne                                         |
| Chapelle Saint-Genies de Cairanne                                                  | Cairanne                   |                                            | 44° 14′ 15″ nord, 4° 55′ 41″ est   |                                    |                                    |                                    | Image manquante Téléverser                                                         |
| Chapelle Saint-Roch de Cairanne                                                    | Cairanne                   |                                            | 44° 13′ 57″ nord, 4° 55′ 59″ est   |                                    |                                    |                                    | Chapelle Saint-Roch de Cairanne                                                    |
| Chapelle Saint-Andéol de Camaret-sur-Aigues                                        | Camaret-sur-Aigues         |                                            | 44° 09′ 50″ nord, 4° 52′ 26″ est   |                                    |                                    |                                    | Chapelle Saint-Andéol de Camaret-sur-Aigues                                        |
| Chapelle Saint-Cœur-de-Marie de Camaret-sur-Aigues                                 | Camaret-sur-Aigues         |                                            | 44° 09′ 59″ nord, 4° 52′ 11″ est   |                                    |                                    |                                    | Chapelle Saint-Cœur-de-Marie de Camaret-sur-Aigues                                 |
| Chapelle du Paty                                                                   | Caromb                     |                                            | 44° 08′ 02″ nord, 5° 07′ 17″ est   |                                    |                                    |                                    | Image manquante Téléverser                                                         |
| Chapelle des pénitents gris de Caromb                                              | Caromb                     |                                            | 44° 06′ 41″ nord, 5° 06′ 26″ est   |                                    |                                    |                                    | Chapelle des pénitents gris de Caromb                                              |
| Chapelle Notre-Dame-de-Santé de Carpentras                                         | Carpentras                 |                                            | 44° 03′ 31″ nord, 5° 02′ 57″ est   |                                    |                                    |                                    | Chapelle Notre-Dame-de-Santé de Carpentras                                         |
| Chapelle Saint-Martin-de-Serres de Carpentras                                      | Carpentras                 |                                            | 44° 05′ 16″ nord, 5° 03′ 13″ est   | « PA00081999 »                     | Inscrit MH                         | 1971                               | Chapelle Saint-Martin-de-Serres de Carpentras                                      |
| Ancienne chapelle des Pénitents noirs de Carpentras                                | Carpentras                 |                                            | 44° 03′ 15″ nord, 5° 02′ 55″ est   | « PA84000010 »                     | Inscrit MH                         | 1997                               | Ancienne chapelle des Pénitents noirs de Carpentras                                |
| Chapelle Sainte-Bernadette de Serres                                               | Carpentras                 |                                            | 44° 04′ 57″ nord, 5° 04′ 09″ est   |                                    |                                    |                                    | Chapelle Sainte-Bernadette de Serres                                               |
| Chapelle de Pénitents Blancs de Carpentras                                         | Carpentras                 |                                            | 44° 03′ 18″ nord, 5° 02′ 58″ est   | « IA84000638 »                     |                                    |                                    | Chapelle de Pénitents Blancs de Carpentras                                         |
| Chapelle du Collège de Carpentras                                                  | Carpentras                 |                                            | 44° 03′ 13″ nord, 5° 02′ 47″ est   | « PA00082001 »                     | Classé MH                          | 1926                               | Chapelle du Collège de Carpentras                                                  |
| Chapelle du couvent de la Visitation Sainte-Marie de Carpentras                    | Carpentras                 |                                            | 44° 03′ 21″ nord, 5° 02′ 47″ est   |                                    |                                    |                                    | Chapelle du couvent de la Visitation Sainte-Marie de Carpentras                    |
| Chapelle de l'hôtel-Dieu de Carpentras                                             | Carpentras                 |                                            | 44° 03′ 06″ nord, 5° 02′ 54″ est   |                                    |                                    |                                    | Image manquante Téléverser                                                         |
| Chapelle du Colombier                                                              | Caseneuve                  |                                            | 44° 53′ 29″ nord, 5° 27′ 53″ est   |                                    |                                    |                                    | Image manquante Téléverser                                                         |
| Chapelle de la Chartreuse de Bonpas                                                | Caumont-sur-Durance        |                                            | 43° 53′ 20″ nord, 4° 55′ 33″ est   | « PA00082016 »                     | Inscrit MH                         | 1950                               | Chapelle de la Chartreuse de Bonpas                                                |
| Chapelle des Pénitents blancs de Caumont-sur-Durance                               | Caumont-sur-Durance        |                                            | 43° 53′ 37″ nord, 4° 56′ 40″ est   |                                    |                                    |                                    | Chapelle des Pénitents blancs de Caumont-sur-Durance                               |
| Chapelle Notre-Dame de Caumont-sur-Durance                                         | Caumont-sur-Durance        |                                            | 43° 53′ 40″ nord, 4° 56′ 44″ est   |                                    |                                    |                                    | Image manquante Téléverser                                                         |
| Chapelle Notre-Dame-des-Pauvres de Caumont-sur-Durance                             | Caumont-sur-Durance        |                                            | 43° 53′ 36″ nord, 4° 56′ 40″ est   |                                    |                                    |                                    | Image manquante Téléverser                                                         |
| Chapelle Saint-Symphorien de Caumont-sur-Durance                                   | Caumont-sur-Durance        |                                            | 43° 53′ 41″ nord, 4° 56′ 32″ est   |                                    |                                    |                                    | Image manquante Téléverser                                                         |
| Chapelle Notre-Dame des Vignères                                                   | Cavaillon                  |                                            | 43° 52′ 49″ nord, 5° 00′ 23″ est   | « PA00082020 »                     | Classé MH                          | 1982                               | Chapelle Notre-Dame des Vignères                                                   |
| Chapelle Saint-Benoît de Cavaillon                                                 | Cavaillon                  |                                            | 43° 50′ 17″ nord, 5° 02′ 14″ est   | « PA00082021 »                     | Inscrit MH                         | 1948                               | Chapelle Saint-Benoît de Cavaillon                                                 |
| Ermitage Saint-Jacques de Cavaillon                                                | Cavaillon                  |                                            | 43° 50′ 12″ nord, 5° 01′ 57″ est   | « PA00082022 »                     | Classé MH                          | 1911                               | Ermitage Saint-Jacques de Cavaillon                                                |
| Chapelle du collège Saint-Charles                                                  | Cavaillon                  |                                            | 43° 50′ 15″ nord, 5° 02′ 05″ est   | ACR0000648                         |                                    |                                    | Image manquante Téléverser                                                         |
| Chapelle Saint-Didier de Cavaillon                                                 | Cavaillon                  |                                            | 43° 50′ 14″ nord, 5° 02′ 09″ est   | « IA84000532 »                     |                                    |                                    | Image manquante Téléverser                                                         |
| Chapelle Saint-Étienne de Cavaillon                                                | Cavaillon                  |                                            | 43° 50′ 08″ nord, 5° 02′ 18″ est   | « IA84000510 »                     |                                    |                                    | Image manquante Téléverser                                                         |
| Chapelle des Pénitents blancs de Châteauneuf-de-Gadagne                            | Châteauneuf-de-Gadagne     |                                            | 43° 55′ 39″ nord, 4° 56′ 37″ est   |                                    |                                    |                                    | Image manquante Téléverser                                                         |
| Chapelle Saint-Roch de Châteauneuf-de-Gadagne                                      | Châteauneuf-de-Gadagne     |                                            | 43° 55′ 40″ nord, 4° 56′ 38″ est   |                                    |                                    |                                    | Image manquante Téléverser                                                         |
| Chapelle Saint-Théodoric de Châteauneuf-du-Pape                                    | Châteauneuf-du-Pape        |                                            | 44° 03′ 21″ nord, 4° 50′ 03″ est   | « PA00082027 »                     | Classé MH                          | 1984                               | Chapelle Saint-Théodoric de Châteauneuf-du-Pape                                    |
| Chapelle Saint-Pierre de Luxembourg                                                | Châteauneuf-du-Pape        |                                            | 44° 02′ 59″ nord, 4° 50′ 09″ est   |                                    |                                    |                                    | Chapelle Saint-Pierre de Luxembourg                                                |
| Chapelle Sainte-Thérèse de Cheval-Blanc                                            | Cheval-Blanc               |                                            | 43° 45′ 40″ nord, 5° 08′ 15″ est   |                                    |                                    |                                    | Chapelle Sainte-Thérèse de Cheval-Blanc                                            |
| Chapelle Saint-Ferréol de Cheval-Blanc                                             | Cheval-Blanc               |                                            | 43° 47′ 09″ nord, 5° 06′ 09″ est   |                                    |                                    |                                    | Image manquante Téléverser                                                         |
| Chapelle Saint-Étienne de Courthézon                                               | Courthézon                 |                                            | 44° 05′ 29″ nord, 4° 52′ 53″ est   |                                    |                                    |                                    | Image manquante Téléverser                                                         |
| Chapelle Saint-Pierre de Courthézon                                                | Courthézon                 |                                            | 44° 05′ 21″ nord, 4° 52′ 56″ est   |                                    |                                    |                                    | Chapelle Saint-Pierre de Courthézon                                                |
| Chapelle Saint-Georges de Courthézon                                               | Courthézon                 |                                            | 44° 04′ 21″ nord, 4° 52′ 31″ est   |                                    |                                    |                                    | Chapelle Saint-Georges de Courthézon                                               |
| Chapelle de l'Annonciade de Crestet                                                | Crestet                    |                                            | 44° 13′ 01″ nord, 5° 05′ 04″ est   |                                    |                                    |                                    | Chapelle de l'Annonciade de Crestet                                                |
| Chapelle Marie-Immaculée de Crestet                                                | Crestet                    |                                            | 44° 13′ 00″ nord, 5° 05′ 25″ est   |                                    |                                    |                                    | Image manquante Téléverser                                                         |
| Chapelle Saint-Michel de Crillon-le-Brave                                          | Crillon-le-Brave           |                                            | 44° 06′ 53″ nord, 5° 09′ 14″ est   | « PA84000057 »                     | Inscrit MH                         | 2011                               | Chapelle Saint-Michel de Crillon-le-Brave                                          |
| Chapelle Notre-Dame des Accès                                                      | Crillon-le-Brave           |                                            | 44° 07′ 09″ nord, 5° 08′ 34″ est   |                                    |                                    |                                    | Chapelle Notre-Dame des Accès                                                      |
| Chapelle Notre-Dame de l'Ermitage de Cucuron                                       | Cucuron                    |                                            | 43° 47′ 12″ nord, 5° 26′ 09″ est   | « IA00057792 »                     |                                    |                                    | Chapelle Notre-Dame de l'Ermitage de Cucuron                                       |
| Chapelle Sainte-Anne de Cucuron                                                    | Cucuron                    |                                            | 43° 46′ 21″ nord, 5° 26′ 22″ est   | « IA00057755 »                     |                                    |                                    | Image manquante Téléverser                                                         |
| Chapelle de Pénitents Blancs de Cucuron                                            | Cucuron                    |                                            | 43° 46′ 24″ nord, 5° 26′ 23″ est   | « IA00057756 »                     |                                    |                                    | Image manquante Téléverser                                                         |
| Chapelle Notre-Dame-de-Nazareth d'Entrechaux                                       | Entrechaux                 |                                            | 44° 13′ 14″ nord, 5° 08′ 47″ est   |                                    |                                    |                                    | Chapelle Notre-Dame-de-Nazareth d'Entrechaux                                       |
| Chapelle Saint-Laurent d'Entrechaux                                                | Entrechaux                 |                                            | 44° 13′ 06″ nord, 5° 07′ 37″ est   |                                    |                                    |                                    | Chapelle Saint-Laurent d'Entrechaux                                                |
| Chapelle Saint-André d'Entrechaux                                                  | Entrechaux                 |                                            | 44° 12′ 59″ nord, 5° 08′ 45″ est   |                                    |                                    |                                    | Chapelle Saint-André d'Entrechaux                                                  |
| Chapelle Notre-Dame-des-Sept-Douleurs de Faucon                                    | Faucon                     |                                            | 44° 15′ 36″ nord, 5° 08′ 47″ est   |                                    |                                    |                                    | Chapelle Notre-Dame-des-Sept-Douleurs de Faucon                                    |
| Chapelle Sainte-Colombe de Faucon                                                  | Faucon                     |                                            | 44° 15′ 28″ nord, 5° 09′ 11″ est   |                                    |                                    |                                    | Image manquante Téléverser                                                         |
| Chapelle Saint-Jean de Flassan                                                     | Flassan                    |                                            | 44° 06′ 56″ nord, 5° 18′ 19″ est   |                                    |                                    |                                    | Image manquante Téléverser                                                         |
| Chapelle Saint-Cosme et Saint-Damien de Gigondas                                   | Gigondas                   |                                            | 44° 10′ 05″ nord, 5° 00′ 26″ est   |                                    |                                    |                                    | Chapelle Saint-Cosme et Saint-Damien de Gigondas                                   |
| Chapelle Notre-Dame-de-la-Pitié ou des Pénitents blancs de Gordes                  | Gordes                     |                                            | 44° 54′ 42″ nord, 5° 11′ 59″ est   |                                    |                                    |                                    | Chapelle Notre-Dame-de-la-Pitié ou des Pénitents blancs de Gordes                  |
| Chapelle Saint-Véran de Goult                                                      | Goult                      |                                            | 43° 50′ 40″ nord, 5° 14′ 37″ est   | « PA84000013 »                     | Inscrit MH                         | 1997                               | Chapelle Saint-Véran de Goult                                                      |
| Chapelle Saint-Michel de Lumières                                                  | Goult                      |                                            | 43° 51′ 43″ nord, 5° 13′ 50″ est   |                                    |                                    |                                    | Image manquante Téléverser                                                         |
| Chapelle Saint-Andéol de Velorgues                                                 | L'Isle-sur-la-Sorgue       |                                            | 43° 53′ 48″ nord, 5° 02′ 59″ est   | « PA84000073 »                     | Inscrit MH                         | 2016                               | Chapelle Saint-Andéol de Velorgues                                                 |
| Chapelle de la Congrégation-des-Hommes des Pénitents bleus de L'Isle-sur-la-Sorgue | L'Isle-sur-la-Sorgue       |                                            | 43° 55′ 11″ nord, 5° 03′ 11″ est   |                                    |                                    |                                    | Chapelle de la Congrégation-des-Hommes des Pénitents bleus de L'Isle-sur-la-Sorgue |
| Chapelle de l'hôpital de L'Isle-sur-la-Sorgue                                      | L'Isle-sur-la-Sorgue       |                                            | 43° 55′ 12″ nord, 5° 02′ 58″ est   |                                    |                                    |                                    | Chapelle de l'hôpital de L'Isle-sur-la-Sorgue                                      |
| Chapelle des Pénitents blancs de L'Isle-sur-la-Sorgue                              | L'Isle-sur-la-Sorgue       |                                            | 43° 55′ 15″ nord, 5° 03′ 02″ est   |                                    |                                    |                                    | Image manquante Téléverser                                                         |
| Chapelle Notre-Dame-de-Consolation de La Bastide-des-Jourdans                      | La Bastide-des-Jourdans    |                                            | 43° 47′ 02″ nord, 5° 38′ 11″ est   | « PA00081959 »                     | Classé MH                          | 1942                               | Chapelle Notre-Dame-de-Consolation de La Bastide-des-Jourdans                      |
| Chapelle Notre-Dame de la Cavalerie de Limaye                                      | La Bastide-des-Jourdans    |                                            | 43° 48′ 06″ nord, 5° 40′ 11″ est   | « PA00081960 »                     | Inscrit MH                         | 1989                               | Image manquante Téléverser                                                         |
| Chapelle Saint-Marc de La Bastide-des-Jourdans                                     | La Bastide-des-Jourdans    |                                            | 43° 47′ 11″ nord, 5° 38′ 23″ est   | « IA84000034 »                     |                                    |                                    | Chapelle Saint-Marc de La Bastide-des-Jourdans                                     |
| Chapelle Saint-Julien de La Bastidonne                                             | La Bastide-des-Jourdans    |                                            | 43° 41′ 53″ nord, 5° 34′ 52″ est   | « IA84000045 »                     |                                    |                                    | Image manquante Téléverser                                                         |
| Chapelle Saint-Michel de La Roque-Alric                                            | La Roque-Alric             |                                            | 44° 08′ 36″ nord, 5° 04′ 00″ est   |                                    |                                    |                                    | Chapelle Saint-Michel de La Roque-Alric                                            |
| Chapelle Saint-Christophe de La Tour-d'Aigues                                      | La Tour-d'Aigues           |                                            | 43° 43′ 48″ nord, 5° 33′ 06″ est   |                                    |                                    |                                    | Chapelle Saint-Christophe de La Tour-d'Aigues                                      |
| Chapelle Saint-Christophe de Lafare                                                | Lafare                     |                                            | 44° 09′ 26″ nord, 5° 02′ 55″ est   |                                    |                                    |                                    | Chapelle Saint-Christophe de Lafare                                                |
| Ancienne chapelle des Pénitents de Lagnes                                          | Lagnes                     |                                            | 43° 53′ 35″ nord, 5° 06′ 56″ est   |                                    |                                    |                                    | Ancienne chapelle des Pénitents de Lagnes                                          |
| Chapelle Sainte-Antoine de Lagnes                                                  | Lagnes                     |                                            | 43° 53′ 39″ nord, 5° 06′ 55″ est   |                                    |                                    |                                    | Image manquante Téléverser                                                         |
| Chapelle Saint-Véran de Lagnes                                                     | Lagnes                     |                                            | 43° 53′ 45″ nord, 5° 06′ 53″ est   |                                    |                                    |                                    | Image manquante Téléverser                                                         |
| Chapelle Saint-Véran de Lagnes                                                     | Lagnes                     |                                            | 43° 53′ 45″ nord, 5° 06′ 53″ est   |                                    |                                    |                                    | Image manquante Téléverser                                                         |
| Chapelle Saint-Roch de Lauris                                                      | Lauris                     |                                            | 43° 45′ 14″ nord, 5° 19′ 04″ est   | « IA00057855 »                     |                                    |                                    | Image manquante Téléverser                                                         |
| Chapelle Notre-Dame-de-la-Brune du Barroux                                         | Le Barroux                 |                                            | 44° 08′ 14″ nord, 5° 05′ 58″ est   |                                    |                                    |                                    | Chapelle Notre-Dame-de-la-Brune du Barroux                                         |
| Chapelle Saint-Christophe du Barroux                                               | Le Barroux                 |                                            | 44° 08′ 06″ nord, 5° 05′ 40″ est   |                                    |                                    |                                    | Chapelle Saint-Christophe du Barroux                                               |
| Chapelle Saint-Jean-Baptiste du Barroux                                            | Le Barroux                 |                                            | 44° 09′ 03″ nord, 5° 06′ 54″ est   |                                    |                                    |                                    | Image manquante Téléverser                                                         |
| Chapelle de l'ermitage Saint-Gens                                                  | Le Beaucet                 |                                            | 43° 57′ 55″ nord, 5° 08′ 19″ est   |                                    |                                    |                                    | Chapelle de l'ermitage Saint-Gens                                                  |
| Chapelle Saint-Pierre de Thouzon                                                   | Le Thor                    |                                            | 43° 56′ 44″ nord, 4° 59′ 08″ est   | « PA00082172 »                     | Inscrit MH                         | 1987                               | Chapelle Saint-Pierre de Thouzon                                                   |
| Chapelle Notre-Dame-du-Groseau                                                     | Malaucène                  |                                            | 44° 10′ 06″ nord, 5° 08′ 36″ est   | « PA00082069 »                     | Classé MH                          | 1862                               | Chapelle Notre-Dame-du-Groseau                                                     |
| Chapelle Notre-Dame la Blanche de Vaux                                             | Malaucène                  |                                            | 44° 13′ 03″ nord, 5° 12′ 36″ est   |                                    |                                    |                                    | Image manquante Téléverser                                                         |
| Chapelle Piaud de Malaucène                                                        | Malaucène                  |                                            | 44° 09′ 42″ nord, 5° 09′ 15″ est   |                                    |                                    |                                    | Chapelle Piaud de Malaucène                                                        |
| Chapelle romane de Vaux                                                            | Malaucène                  |                                            | 44° 12′ 43″ nord, 5° 12′ 32″ est   |                                    |                                    |                                    | Chapelle romane de Vaux                                                            |
| Chapelle Saint-Roch de Malaucène                                                   | Malaucène                  |                                            | 44° 09′ 55″ nord, 5° 07′ 49″ est   |                                    |                                    |                                    | Chapelle Saint-Roch de Malaucène                                                   |
| Chapelle Saint-Alexis de Malaucène                                                 | Malaucène                  |                                            | 44° 10′ 21″ nord, 5° 07′ 57″ est   |                                    |                                    |                                    | Chapelle Saint-Alexis de Malaucène                                                 |
| Chapelle de Malemort-du-Comtat                                                     | Malemort-du-Comtat         |                                            | 44° 00′ 53″ nord, 5° 10′ 27″ est   |                                    |                                    |                                    | Image manquante Téléverser                                                         |
| Chapelle Notre-Dame-de-Pareloup de Mazan                                           | Mazan                      |                                            | 44° 03′ 35″ nord, 5° 07′ 42″ est   | « PA00082073 »                     | Classé MH                          | 1984                               | Chapelle Notre-Dame-de-Pareloup de Mazan                                           |
| Chapelle des Pénitents blancs de Mazan                                             | Mazan                      |                                            | 44° 03′ 24″ nord, 5° 07′ 39″ est   | « PA00082072 »                     | Inscrit MH                         | 1984                               | Chapelle des Pénitents blancs de Mazan                                             |
| Chapelle Notre-Dame de la Brune de Mazan                                           | Mazan                      |                                            | 44° 03′ 43″ nord, 5° 08′ 44″ est   |                                    |                                    |                                    | Chapelle Notre-Dame de la Brune de Mazan                                           |
| Chapelle Notre-Dame du Bon Remède de Mazan                                         | Mazan                      |                                            | 44° 04′ 23″ nord, 5° 05′ 51″ est   |                                    |                                    |                                    | Image manquante Téléverser                                                         |
| Chapelle Saint-Roch de Mazan                                                       | Mazan                      |                                            | 44° 03′ 35″ nord, 5° 07′ 43″ est   |                                    |                                    |                                    | Chapelle Saint-Roch de Mazan                                                       |
| Chapelle Sainte-Madeleine de Mirabeau                                              | Mirabeau                   |                                            | 43° 41′ 28″ nord, 5° 40′ 05″ est   | « PA00082080 »                     | Classé MH                          | 1928                               | Chapelle Sainte-Madeleine de Mirabeau                                              |
| Chapelle Notre-Dame-de-la-Garrigue de Mirabeau                                     | Mirabeau                   |                                            | 43° 42′ 00″ nord, 5° 39′ 36″ est   | « IA84000133 »                     |                                    |                                    | Image manquante Téléverser                                                         |
| Chapelle Saint-Michel de Mirabeau                                                  | Mirabeau                   |                                            | 43° 42′ 20″ nord, 5° 40′ 06″ est   |                                    |                                    |                                    | Image manquante Téléverser                                                         |
| Chapelle Saint-Pierre-aux-Liens de Mondragon                                       | Mondragon                  |                                            | 44° 15′ 45″ nord, 4° 48′ 10″ est   | « PA00135632 »                     | Classé MH                          | 1997                               | Chapelle Saint-Pierre-aux-Liens de Mondragon                                       |
| Chapelle des Pénitents de Mondragon                                                | Mondragon                  |                                            | 44° 14′ 23″ nord, 4° 42′ 54″ est   |                                    |                                    |                                    | Chapelle des Pénitents de Mondragon                                                |
| Chapelle Notre-Dame des Plans de Mondragon                                         | Mondragon                  |                                            | 44° 15′ 33″ nord, 4° 42′ 30″ est   |                                    |                                    |                                    | Image manquante Téléverser                                                         |
| Chapelle Saint-Michel-de-Monieux                                                   | Monieux                    |                                            | 44° 04′ 05″ nord, 5° 21′ 35″ est   |                                    |                                    |                                    | Chapelle Saint-Michel-de-Monieux                                                   |
| Chapelle Notre-Dame des Abeilles                                                   | Monieux                    |                                            | 44° 05′ 37″ nord, 5° 19′ 29″ est   |                                    |                                    |                                    | Chapelle Notre-Dame des Abeilles                                                   |
| Chapelle Saint-André de Monieux                                                    | Monieux                    |                                            | 44° 04′ 04″ nord, 5° 21′ 26″ est   |                                    |                                    |                                    | Image manquante Téléverser                                                         |
| Chapelle Saint-Roch de Monieux                                                     | Monieux                    |                                            | 44° 04′ 01″ nord, 5° 21′ 52″ est   |                                    |                                    |                                    | Chapelle Saint-Roch de Monieux                                                     |
| Chapelle Notre-Dame-des-Grâces de Monteux                                          | Monteux                    |                                            | 44° 02′ 15″ nord, 4° 59′ 56″ est   |                                    |                                    |                                    | Chapelle Notre-Dame-des-Grâces de Monteux                                          |
| Chapelle des Pénitents noirs de Monteux                                            | Monteux                    |                                            | 44° 02′ 04″ nord, 4° 59′ 46″ est   |                                    |                                    |                                    | Chapelle des Pénitents noirs de Monteux                                            |
| Chapelle Saint-Martin de Mormoiron                                                 | Mormoiron                  |                                            | 44° 03′ 53″ nord, 5° 10′ 59″ est   |                                    |                                    |                                    | Chapelle Saint-Martin de Mormoiron                                                 |
| Chapelle Saint-Roch de Mormoiron                                                   | Mormoiron                  |                                            | 44° 03′ 59″ nord, 5° 11′ 01″ est   |                                    |                                    |                                    | Chapelle Saint-Roch de Mormoiron                                                   |
| Chapelle fortifiée Saint-Georges de Mornas                                         | Mornas                     |                                            | 44° 12′ 20″ nord, 4° 43′ 46″ est   |                                    |                                    |                                    | Image manquante Téléverser                                                         |
| Chapelle Saint-Baudile de Mornas                                                   | Mornas                     |                                            | 44° 12′ 30″ nord, 4° 43′ 57″ est   |                                    |                                    |                                    | Chapelle Saint-Baudile de Mornas                                                   |
| Chapelle Notre-Dame-du-Salut de Murs                                               | Murs                       |                                            | 43° 56′ 42″ nord, 5° 14′ 36″ est   |                                    |                                    |                                    | Chapelle Notre-Dame-du-Salut de Murs                                               |
| Chapelle Notre-Dame des Grâces de Ménerbes                                         | Ménerbes                   |                                            | 43° 49′ 57″ nord, 5° 12′ 19″ est   |                                    |                                    |                                    | Image manquante Téléverser                                                         |
| Chapelle Saint-Blaise dite des Pénitents de Ménerbes                               | Ménerbes                   |                                            | 43° 50′ 00″ nord, 5° 12′ 19″ est   |                                    |                                    |                                    | Chapelle Saint-Blaise dite des Pénitents de Ménerbes                               |
| Chapelle Sainte-Anne des Bastides                                                  | Méthamis                   |                                            | 44° 00′ 38″ nord, 5° 12′ 31″ est   |                                    |                                    |                                    | Image manquante Téléverser                                                         |
| Chapelle Sainte-Foy de Méthamis                                                    | Méthamis                   |                                            | 44° 00′ 30″ nord, 5° 16′ 34″ est   |                                    |                                    |                                    | Image manquante Téléverser                                                         |
| Chapelle des Pénitents blancs d'Oppède-le-Vieux                                    | Oppède                     |                                            | 43° 49′ 40″ nord, 5° 09′ 34″ est   |                                    |                                    |                                    | Chapelle des Pénitents blancs d'Oppède-le-Vieux                                    |
| Chapelle Saint-Laurent de Mas Saint-Laurent                                        | Oppède                     |                                            | 43° 50′ 30″ nord, 5° 09′ 19″ est   |                                    |                                    |                                    | Image manquante Téléverser                                                         |
| Chapelle de Gabet                                                                  | Orange                     |                                            | 44° 08′ 46″ nord, 4° 44′ 44″ est   |                                    |                                    |                                    | Chapelle de Gabet                                                                  |
| Chapelle de l'Hôtel-Dieu d'Orange                                                  | Orange                     |                                            | 44° 08′ 10″ nord, 4° 48′ 38″ est   |                                    |                                    |                                    | Chapelle de l'Hôtel-Dieu d'Orange                                                  |
| Chapelle Saint-Louis d'Orange                                                      | Orange                     |                                            | 44° 08′ 10″ nord, 4° 48′ 24″ est   |                                    |                                    |                                    | Image manquante Téléverser                                                         |
| Chapelle Saint-Louis-de-Gonzague du Grès                                           | Orange                     |                                            | 44° 06′ 01″ nord, 4° 48′ 20″ est   |                                    |                                    |                                    | Image manquante Téléverser                                                         |
| Chapelle Notre-Dame-de-la-Rose de Pernes-les-Fontaines                             | Pernes-les-Fontaines       |                                            | 43° 59′ 49″ nord, 5° 03′ 35″ est   | « PA00082110 »                     | Inscrit MH                         | 1928                               | Chapelle Notre-Dame-de-la-Rose de Pernes-les-Fontaines                             |
| Chapelle Saint-Roch de Pernes-les-Fontaines                                        | Pernes-les-Fontaines       |                                            | 44° 00′ 51″ nord, 5° 05′ 06″ est   | « PA00082111 »                     | Inscrit MH                         | 1978                               | Chapelle Saint-Roch de Pernes-les-Fontaines                                        |
| Chapelle des Augustins de Pernes-les-Fontaines                                     | Pernes-les-Fontaines       |                                            | 43° 59′ 51″ nord, 5° 03′ 31″ est   |                                    |                                    |                                    | Chapelle des Augustins de Pernes-les-Fontaines                                     |
| Chapelle des Pénitents blancs de Pernes-les-Fontaines                              | Pernes-les-Fontaines       |                                            | 43° 59′ 47″ nord, 5° 03′ 27″ est   |                                    |                                    |                                    | Chapelle des Pénitents blancs de Pernes-les-Fontaines                              |
| Chapelle Notre-Dame-des-Abcès de Pernes-les-Fontaines                              | Pernes-les-Fontaines       |                                            | 43° 59′ 51″ nord, 5° 03′ 20″ est   |                                    |                                    |                                    | Chapelle Notre-Dame-des-Abcès de Pernes-les-Fontaines                              |
| Chapelle Notre-Dame-des-Grâces de Pernes-les-Fontaines                             | Pernes-les-Fontaines       |                                            | 43° 59′ 57″ nord, 5° 03′ 35″ est   | « PA00082125 »                     | Classé MH                          | 1915                               | Chapelle Notre-Dame-des-Grâces de Pernes-les-Fontaines                             |
| Chapelle de la Charité de Pertuis                                                  | Pertuis                    |                                            | 43° 41′ 32″ nord, 5° 30′ 08″ est   | « IA84000245 »                     |                                    |                                    | Chapelle de la Charité de Pertuis                                                  |
| Chapelle Sainte-Perpétue de la Loubière                                            | Pertuis                    |                                            | 43° 40′ 15″ nord, 5° 33′ 35″ est   | « IA84000314 »                     |                                    |                                    | Image manquante Téléverser                                                         |
| Chapelle Saint-Jean de Saint-Jean                                                  | Pertuis                    |                                            | 43° 42′ 57″ nord, 5° 30′ 53″ est   | « IA84000327 »                     |                                    |                                    | Image manquante Téléverser                                                         |
| Chapelle Saint-Roch de Pertuis                                                     | Pertuis                    |                                            | 43° 41′ 13″ nord, 5° 30′ 22″ est   |                                    |                                    |                                    | Image manquante Téléverser                                                         |
| Chapelle Saint-Sépulcre de Pertuis                                                 | Pertuis                    |                                            | 43° 41′ 19″ nord, 5° 31′ 15″ est   | « IA84000332 »                     |                                    |                                    | Image manquante Téléverser                                                         |
| Chapelle des Pénitents de Piolenc                                                  | Piolenc                    |                                            | 44° 10′ 41″ nord, 4° 45′ 44″ est   |                                    |                                    |                                    | Image manquante Téléverser                                                         |
| Chapelle Notre-Dame-des-Anges des Géants                                           | Puyméras                   |                                            | 44° 18′ 22″ nord, 5° 09′ 31″ est   |                                    |                                    |                                    | Image manquante Téléverser                                                         |
| Chapelle Saint-Apollinaire de Puyméras                                             | Puyméras                   |                                            | 44° 16′ 05″ nord, 5° 07′ 25″ est   |                                    |                                    |                                    | Chapelle Saint-Apollinaire de Puyméras                                             |
| Chapelle Saint-Flavien de Puyméras                                                 | Puyméras                   |                                            | 44° 16′ 02″ nord, 5° 08′ 18″ est   |                                    |                                    |                                    | Image manquante Téléverser                                                         |
| Chapelle Saint-Georges de Puyméras                                                 | Puyméras                   |                                            | 44° 17′ 08″ nord, 5° 07′ 43″ est   |                                    |                                    |                                    | Image manquante Téléverser                                                         |
| Chapelle Saint-Didier de Rasteau                                                   | Rasteau                    |                                            | 44° 14′ 18″ nord, 4° 58′ 38″ est   |                                    |                                    |                                    | Image manquante Téléverser                                                         |
| Chapelle Notre-Dame-de-Bon-Rencontre de Richerenches                               | Richerenches               |                                            | 44° 21′ 46″ nord, 4° 54′ 40″ est   | « IA00127802 »                     |                                    |                                    | Image manquante Téléverser                                                         |
| Chapelle Saint-Alban de Richerenches                                               | Richerenches               |                                            | 44° 21′ 19″ nord, 4° 54′ 07″ est   | « IA00127801 »                     |                                    |                                    | Image manquante Téléverser                                                         |
| Chapelle Notre-Dame de Roaix                                                       | Roaix                      |                                            | 44° 15′ 26″ nord, 5° 01′ 06″ est   |                                    |                                    |                                    | Image manquante Téléverser                                                         |
| Chapelle Notre-Dame-des-Anges de Robion                                            | Robion                     |                                            | 43° 50′ 46″ nord, 5° 06′ 57″ est   |                                    |                                    |                                    | Image manquante Téléverser                                                         |
| Chapelle Saint-Roch de Robion                                                      | Robion                     | transformée en point d'accueil touristique | 43° 50′ 50″ nord, 5° 06′ 27″ est   |                                    |                                    |                                    | Chapelle Saint-Roch de Robion                                                      |
| Chapelle Saint-Peyre de Robion                                                     | Robion                     |                                            | 43° 52′ 15″ nord, 5° 07′ 09″ est   |                                    |                                    |                                    | Chapelle Saint-Peyre de Robion                                                     |
| Chapelle Notre-Dame-des-Anges de Rustrel                                           | Rustrel                    |                                            | 43° 56′ 46″ nord, 5° 27′ 58″ est   | « PA00082140 »                     | Inscrit MH                         | 1986                               | Image manquante Téléverser                                                         |
| Chapelle Saint-Nazaire de Sablet                                                   | Sablet                     |                                            | 43° 11′ 22″ nord, 5° 00′ 32″ est   |                                    |                                    |                                    | Image manquante Téléverser                                                         |
| Chapelle Saint-Roch de Sablet                                                      | Sablet                     |                                            | 43° 11′ 27″ nord, 5° 00′ 29″ est   |                                    |                                    |                                    | Chapelle Saint-Roch de Sablet                                                      |
| Chapelle Saint-Jean-Baptiste de Saignon                                            | Saignon                    |                                            | 43° 51′ 51″ nord, 5° 25′ 41″ est   |                                    |                                    |                                    | Chapelle Saint-Jean-Baptiste de Saignon                                            |
| Chapelle Saint-Bazille de Saint-Léger-du-Ventoux                                   | Saint-Léger-du-Ventoux     |                                            | 44° 11′ 58″ nord, 5° 18′ 05″ est   |                                    |                                    |                                    | Chapelle Saint-Bazille de Saint-Léger-du-Ventoux                                   |
| Chapelle Saint-Marcellin de Saint-Marcellin-lès-Vaison                             | Saint-Marcellin-lès-Vaison |                                            | 44° 13′ 50″ nord, 5° 05′ 49″ est   |                                    |                                    |                                    | Chapelle Saint-Marcellin de Saint-Marcellin-lès-Vaison                             |
| Chapelle castrale de château de Taulignan                                          | Saint-Marcellin-lès-Vaison |                                            | 44° 14′ 21″ nord, 5° 05′ 42″ est   |                                    |                                    |                                    | Image manquante Téléverser                                                         |
| Chapelle Notre-Dame-de-Courennes                                                   | Saint-Martin-de-Castillon  |                                            | 43° 52′ 18″ nord, 5° 31′ 37″ est   |                                    |                                    |                                    | Image manquante Téléverser                                                         |
| Chapelle Saint-Placide                                                             | Saint-Martin-de-Castillon  |                                            | 43° 51′ 36″ nord, 5° 30′ 06″ est   |                                    |                                    |                                    | Image manquante Téléverser                                                         |
| Chapelle Saint-Martin de Saint-Martin de Castillon                                 | Saint-Martin-de-Castillon  |                                            | 43° 51′ 38″ nord, 5° 30′ 43″ est   |                                    |                                    |                                    | Chapelle Saint-Martin de Saint-Martin de Castillon                                 |
| Chapelle de Berdine des Basses Courennes                                           | Saint-Martin-de-Castillon  |                                            | 43° 52′ 18″ nord, 5° 31′ 37″ est   |                                    |                                    |                                    | Image manquante Téléverser                                                         |
| Chapelle Saint-Pierre-le-Reclus de la Bégude                                       | Saint-Martin-de-Castillon  |                                            | 43° 51′ 15″ nord, 5° 31′ 31″ est   |                                    |                                    |                                    | Image manquante Téléverser                                                         |
| Chapelle Notre-Dame de Saint-Romain-en-Viennois                                    | Saint-Romain-en-Viennois   |                                            | 44° 15′ 25″ nord, 5° 06′ 28″ est   |                                    |                                    |                                    | Image manquante Téléverser                                                         |
| Chapelle Notre-Dame de Saint-Romain-en-Viennois                                    | Saint-Romain-en-Viennois   |                                            | 44° 15′ 25″ nord, 5° 06′ 28″ est   |                                    |                                    |                                    | Image manquante Téléverser                                                         |
| Chapelle Sainte-Marguerite de Saint-Romain-en-Viennois                             | Saint-Romain-en-Viennois   |                                            | 44° 15′ 24″ nord, 5° 06′ 17″ est   |                                    |                                    |                                    | Image manquante Téléverser                                                         |
| Chapelle de la Madeleine à Croagnes                                                | Saint-Saturnin-lès-Apt     |                                            | 43° 56′ 30″ nord, 5° 19′ 32″ est   |                                    |                                    |                                    | Image manquante Téléverser                                                         |
| Chapelle du château de Saint-Saturnin-lès-Apt                                      | Saint-Saturnin-lès-Apt     |                                            | 43° 56′ 48″ nord, 5° 23′ 05″ est   | « PA00082151 »                     | Classé MH                          | 1921                               | Chapelle du château de Saint-Saturnin-lès-Apt                                      |
| Chapelle Sainte-Radegonde de Perreal                                               | Saint-Saturnin-lès-Apt     |                                            | 43° 55′ 04″ nord, 5° 21′ 48″ est   |                                    |                                    |                                    | Image manquante Téléverser                                                         |
| Chapelle du vœu de guerre                                                          | Saint-Saturnin-lès-Avignon |                                            | 43° 57′ 18″ nord, 4° 55′ 24″ est   |                                    |                                    |                                    | Chapelle du vœu de guerre                                                          |
| Chapelle Saint-Roch de Saint-Trinit                                                | Saint-Trinit               |                                            | 44° 06′ 12″ nord, 5° 27′ 53″ est   |                                    |                                    |                                    | Chapelle Saint-Roch de Saint-Trinit                                                |
| Chapelle Sainte-Cécile de Sainte-Cécile-les-Vignes                                 | Sainte-Cécile-les-Vignes   |                                            | 44° 14′ 45″ nord, 4° 53′ 16″ est   |                                    |                                    |                                    | Chapelle Sainte-Cécile de Sainte-Cécile-les-Vignes                                 |
| Chapelle Notre-Dame de la Consolation de Sainte-Cécile-les-Vignes                  | Sainte-Cécile-les-Vignes   |                                            | 44° 14′ 32″ nord, 4° 53′ 50″ est   |                                    |                                    |                                    | Chapelle Notre-Dame de la Consolation de Sainte-Cécile-les-Vignes                  |
| Chapelle Saint-Pierre de Sannes                                                    | Sannes                     |                                            | 43° 45′ 45″ nord, 5° 28′ 49″ est   |                                    |                                    |                                    | Chapelle Saint-Pierre de Sannes                                                    |
| Chapelle des Pénitents blancs de Sault                                             | Sault                      |                                            | 44° 05′ 30″ nord, 5° 24′ 31″ est   |                                    |                                    |                                    | Image manquante Téléverser                                                         |
| Chapelle Saint-Jaume de Saint-Jaume                                                | Sault                      |                                            | 44° 05′ 15″ nord, 5° 22′ 21″ est   |                                    |                                    |                                    | Image manquante Téléverser                                                         |
| Chapelle Saint-Jean de Saint-Jean le Clos des Courtois                             | Sault                      |                                            | 44° 02′ 19″ nord, 5° 23′ 35″ est   |                                    |                                    |                                    | Chapelle Saint-Jean de Saint-Jean le Clos des Courtois                             |
| Chapelle Saint-Pierre de la chapelle Saint-Pierre                                  | Sault                      |                                            | 44° 05′ 03″ nord, 5° 24′ 08″ est   |                                    |                                    |                                    | Image manquante Téléverser                                                         |
| Chapelle Saint-Sixte de Sorgues                                                    | Sorgues                    |                                            | 44° 05′ 03″ nord, 5° 24′ 08″ est   | « PA00082166 »                     | Inscrit MH                         | 1949                               | Chapelle Saint-Sixte de Sorgues                                                    |
| Chapelle Notre-Dame d'Aubusson de Séguret                                          | Séguret                    |                                            | 44° 12′ 55″ nord, 5° 01′ 33″ est   |                                    |                                    |                                    | Image manquante Téléverser                                                         |
| Chapelle Notre-Dame-des-Grâces de Séguret                                          | Séguret                    |                                            | 44° 12′ 28″ nord, 5° 01′ 19″ est   |                                    |                                    |                                    | Image manquante Téléverser                                                         |
| Chapelle Saint-Jean-Baptiste de Séguret                                            | Séguret                    |                                            | 44° 13′ 24″ nord, 5° 01′ 09″ est   |                                    |                                    |                                    | Image manquante Téléverser                                                         |
| Chapelle Saint-Thècle de Séguret                                                   | Séguret                    |                                            | 44° 12′ 20″ nord, 5° 01′ 24″ est   |                                    |                                    |                                    | Chapelle Saint-Thècle de Séguret                                                   |
| Chapelle Notre-Dame-de-la-Tour de Sérignan-du-Comtat                               | Sérignan-du-Comtat         |                                            | 44° 11′ 22″ nord, 4° 50′ 22″ est   |                                    |                                    |                                    | Chapelle Notre-Dame-de-la-Tour de Sérignan-du-Comtat                               |
| Chapelle Sainte-Luce de Taillades                                                  | Taillades                  |                                            | 43° 50′ 00″ nord, 5° 05′ 43″ est   | « PA00082170 »                     | Inscrit MH                         | 1963                               | Chapelle Sainte-Luce de Taillades                                                  |
| Chapelle Saint-Gens de Taillades                                                   | Taillades                  |                                            | 43° 50′ 06″ nord, 5° 05′ 56″ est   |                                    |                                    |                                    | Chapelle Saint-Gens de Taillades                                                   |
| Chapelle Saint-Michel du Castellas                                                 | Uchaux                     |                                            | 44° 13′ 07″ nord, 4° 48′ 08″ est   | « PA00082224 »                     | Classé MH                          | 1994                               | Image manquante Téléverser                                                         |
| Chapelle Saint-Roch-et-Saint-Antoine des Farjons                                   | Uchaux                     |                                            | 44° 14′ 02″ nord, 4° 48′ 04″ est   |                                    |                                    |                                    | Image manquante Téléverser                                                         |
| Chapelle Notre-Dame d'Hauteville                                                   | Uchaux                     |                                            | 44° 13′ 56″ nord, 4° 47′ 37″ est   |                                    |                                    |                                    | Image manquante Téléverser                                                         |
| Chapelle de Vacqueyras                                                             | Vacqueyras                 |                                            | 44° 07′ 44″ nord, 4° 59′ 12″ est   |                                    |                                    |                                    | Image manquante Téléverser                                                         |
| Chapelle Notre-Dame-la-Brune de Vacqueyras                                         | Vacqueyras                 |                                            | 44° 08′ 33″ nord, 4° 58′ 48″ est   |                                    |                                    |                                    | Chapelle Notre-Dame-la-Brune de Vacqueyras                                         |
| Chapelle Notre-Dame des Roques de Vacqueyras                                       | Vacqueyras                 |                                            | 44° 07′ 37″ nord, 4° 58′ 37″ est   |                                    |                                    |                                    | Image manquante Téléverser                                                         |
| Chapelle Saint-Quenin de Vaison-la-Romaine                                         | Vaison-la-Romaine          |                                            | 44° 14′ 41″ nord, 5° 04′ 10″ est   | « PA00082181 »                     | Classé MH                          | 1840                               | Chapelle Saint-Quenin de Vaison-la-Romaine                                         |
| Chapelle des Pénitents blancs de Vaison-la-Romaine                                 | Vaison-la-Romaine          |                                            | 44° 14′ 17″ nord, 5° 04′ 27″ est   |                                    |                                    |                                    | Image manquante Téléverser                                                         |
| Chapelle Sainte-Constance de Vaison-la-Romaine                                     | Vaison-la-Romaine          |                                            | 44° 14′ 18″ nord, 5° 04′ 16″ est   |                                    |                                    |                                    | Chapelle Sainte-Constance de Vaison-la-Romaine                                     |
| Chapelle Sainte-Croix de Vaison-la-Romaine                                         | Vaison-la-Romaine          |                                            | 44° 16′ 21″ nord, 5° 04′ 18″ est   |                                    |                                    |                                    | Image manquante Téléverser                                                         |
| Chapelle des Pénitents blancs de Valréas                                           | Valréas                    |                                            | 44° 23′ 04″ nord, 4° 59′ 25″ est   | « PA00082192 »                     | Classé MH                          | 1987                               | Chapelle des Pénitents blancs de Valréas                                           |
| Chapelle Notre-Dame-des-Miracles de Valréas                                        | Valréas                    |                                            | 44° 23′ 02″ nord, 4° 59′ 35″ est   |                                    |                                    |                                    | Image manquante Téléverser                                                         |
| Chapelle de l'Hôtel-Dieu de Valréas                                                | Valréas                    |                                            | 44° 22′ 59″ nord, 4° 59′ 28″ est   |                                    |                                    |                                    | Chapelle de l'Hôtel-Dieu de Valréas                                                |
| Chapelle du couvent des Cordeliers de Valréas                                      | Valréas                    |                                            | 44° 23′ 10″ nord, 4° 59′ 26″ est   |                                    |                                    |                                    | Chapelle du couvent des Cordeliers de Valréas                                      |
| Chapelle du couvent des Ursulines de Valréas                                       | Valréas                    |                                            | 44° 23′ 09″ nord, 4° 59′ 24″ est   |                                    |                                    |                                    | Image manquante Téléverser                                                         |
| Chapelle Notre-Dame dite Marie-Vierge de Valréas                                   | Valréas                    |                                            | 44° 23′ 06″ nord, 4° 59′ 39″ est   | « IA00127720 »                     |                                    |                                    | Image manquante Téléverser                                                         |
| Chapelle Notre-Dame-de-Lorette de Pié Vaurias                                      | Valréas                    |                                            | 44° 22′ 49″ nord, 4° 58′ 59″ est   |                                    |                                    |                                    | Image manquante Téléverser                                                         |
| Chapelle des pénitents noirs de Valréas                                            | Valréas                    |                                            | 44° 23′ 06″ nord, 4° 59′ 21″ est   | « IA00127872 »                     |                                    |                                    | Chapelle des pénitents noirs de Valréas                                            |
| Chapelle Saint-Joseph de Vaugines                                                  | Vaugines                   |                                            | 43° 46′ 45″ nord, 5° 24′ 57″ est   |                                    |                                    |                                    | Chapelle Saint-Joseph de Vaugines                                                  |
| Chapelle des Pénitents gris de Vedène                                              | Vedène                     |                                            | 43° 58′ 42″ nord, 4° 54′ 11″ est   |                                    |                                    |                                    | Image manquante Téléverser                                                         |
| Chapelle du cimetière de Vedène                                                    | Vedène                     |                                            | 43° 58′ 36″ nord, 4° 53′ 58″ est   |                                    |                                    |                                    | Chapelle du cimetière de Vedène                                                    |
| Chapelle Sainte-Anne de Colline Sainte-Anne                                        | Vedène                     |                                            | 43° 58′ 47″ nord, 4° 54′ 00″ est   |                                    |                                    |                                    | Image manquante Téléverser                                                         |
| Chapelle Sainte-Emérentienne de Venasque                                           | Venasque                   |                                            | 44° 00′ 05″ nord, 5° 08′ 51″ est   |                                    |                                    |                                    | Chapelle Sainte-Emérentienne de Venasque                                           |
| Chapelle Saint-Siffrein de Venasque                                                | Venasque                   |                                            | 43° 59′ 54″ nord, 5° 08′ 33″ est   |                                    |                                    |                                    | Image manquante Téléverser                                                         |
| Chapelle Saint-Ferréol de Viens                                                    | Viens                      |                                            | 43° 54′ 28″ nord, 5° 34′ 39″ est   |                                    |                                    |                                    | Chapelle Saint-Ferréol de Viens                                                    |
| Chapelle Saint-Laurent de Viens                                                    | Viens                      |                                            | 43° 54′ 04″ nord, 5° 31′ 55″ est   |                                    |                                    |                                    | Image manquante Téléverser                                                         |
| Chapelle Saint-Paul de Saint-Paul                                                  | Viens                      |                                            | 43° 52′ 28″ nord, 5° 34′ 07″ est   |                                    |                                    |                                    | Image manquante Téléverser                                                         |
| Chapelle Saint-Pierre de Villars                                                   | Villars                    |                                            | 43° 56′ 56″ nord, 5° 26′ 16″ est   |                                    |                                    |                                    | Image manquante Téléverser                                                         |
| Chapelle Saint-Laurent de Villedieu                                                | Villedieu                  |                                            | 44° 17′ 10″ nord, 5° 02′ 51″ est   |                                    |                                    |                                    | Chapelle Saint-Laurent de Villedieu                                                |
| Chapelle Saint-Marc de Villelaure                                                  | Villelaure                 |                                            | 43° 42′ 33″ nord, 5° 25′ 34″ est   |                                    |                                    |                                    | Image manquante Téléverser                                                         |
| Chapelle Notre-Dame-des-Vignes de Visan                                            | Visan                      |                                            | 44° 18′ 56″ nord, 4° 57′ 05″ est   | « PA00082210 »                     | Classé MH                          | 1990                               | Chapelle Notre-Dame-des-Vignes de Visan                                            |
| Chapelle Saint-Vincent de Visan                                                    | Visan                      |                                            | 44° 19′ 32″ nord, 4° 57′ 09″ est   | « IA00127835 »                     |                                    |                                    | Image manquante Téléverser                                                         |